# Жінка в русі опору
«Жінка в русі опору» (нід. Vrouw in het verzet) — бронзовий монумент на честь Ганні Схафт у парку Кенау в нідерландському місті Гарлем. Авторка — Трюс Менгер-Оверстеген, її подруга і товаришка у нідерландському русі опору під час Другої світової війни. Вшанування пам'яті комуністки Ганні Схафт зустріло опір у 1950-х роках, і статую встановили тільки в 1982 році.

## Історія створення
Наприкінці 1945 року королева Вільгельміна назвала Ганні Схафт, страчену під час Другої світової війни, символом нідерландського опору. Через антикомуністичні настрої образ Схафт був контроверсійним — 1951 року вшанування її пам'яті заборонили наказом Міністерства внутрішніх справ. З 1952 року робилися спроби встановити пам'ятник Схафт у Гарлемі. 1956 року вийшла книга Теуна де Вріса «Дівчина з рудим волоссям» (нід. Het meisje met het rode haar). У післямові він писав: «Ця книга слугуватиме тимчасовим пам'ятником їй та її товаришам поки немає кращого та довготривалішого, якої б форми він не набрав» (нід. Dit boek wil een voorlopig monument zijn voor haar en haar makkers in afwachting van een beter en duurzamer, welke gestalte dat ook moge krijgen).

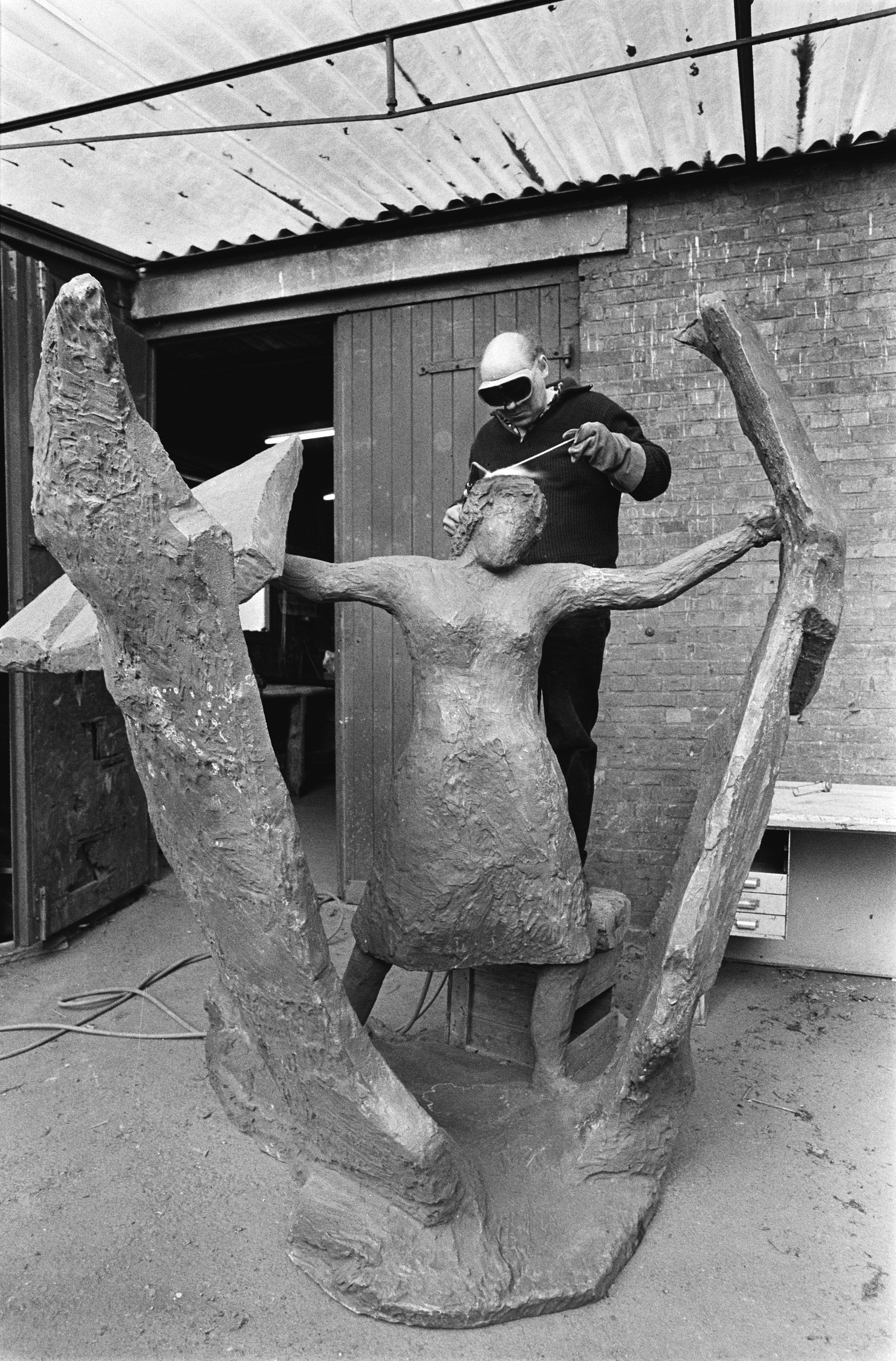
Останні зварювальні роботи у фірмі «Bronsgieterij Binder» (13 квітня 1982)

Через майже двадцять п'ять років амстердамський скульптор Йоп ван Рейс (нід. Joop van Rijs) розробив проєкт пам'ятника для муніципалітету Гарлема. Однак його ідею відхилили на початку 1980 року. У жовтні 1980 року муніципалітет оголосив конкурс на розробку нового проєкту. Скульпторка Нель ван Літ у відкритому листі до мера та членів Ради написала, що замовлення слід передати Трюс Менгер-Оверстеген, адже вона разом зі Схафт брали активну участь у опорі. Муніципалітет на це не реагував активно. На конкурс надійшло 108 проєктів. Проєкт Менгер-Оверстеген переміг у червні 1981 року. Вона присвятила статую не лише Схафт, а й «усім жінкам у русі опору». Статую відлила з бронзи фірма «Bronsgieterij Binder» у Гарлемі.

## Опис
Це бронзова статуя жінки заввишки понад два метри, яка розсуває дві великі плити — символ фашизму. Статуя стоїть на твердому кам'яному постаменті висотою 1,60 метра. На постаменті встановлено табличку з текстом:

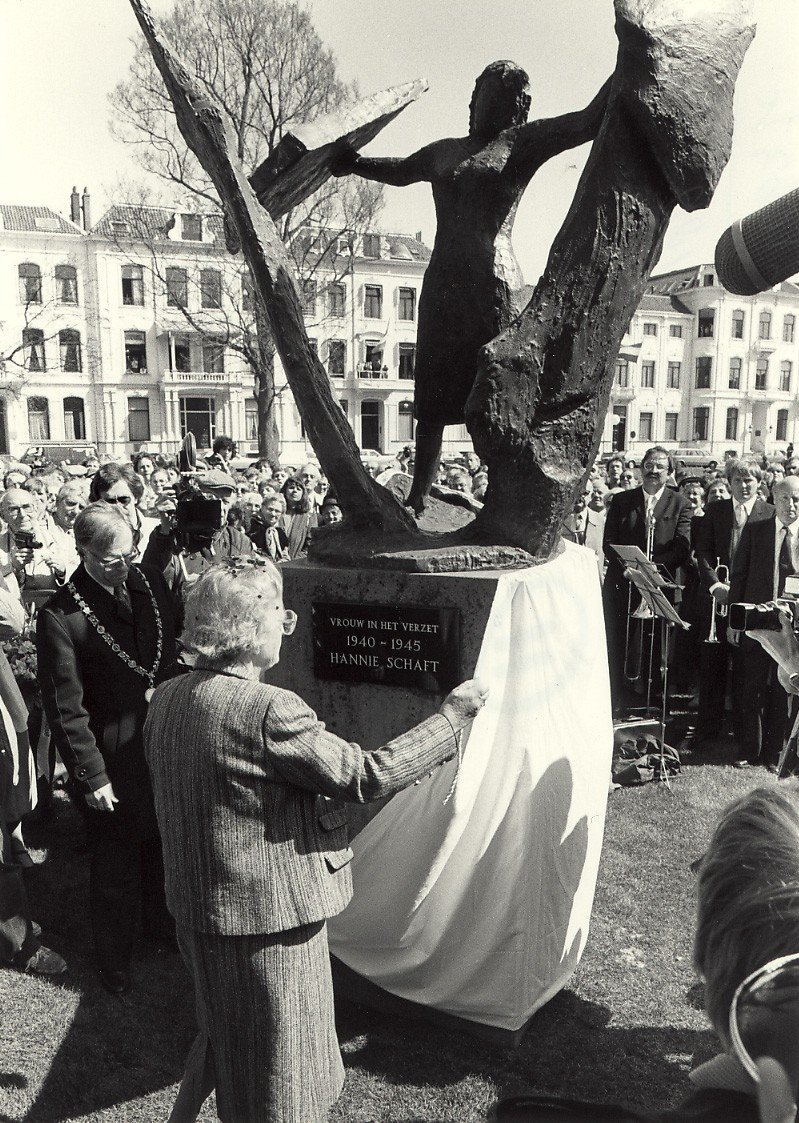
Відкриття за участі принцеси Юліани (3 травня 1982)

3 травня 1982 року принцеса Юліана відкрила меморіальну дошку на постаменті в присутності, серед інших, скульпторки та мера Яна Регорста. Після цього на зустрічі в ратуші професор Вон дер Дюнк виголосив промову про рух опору, а Іда Вос продекламувала вірш.

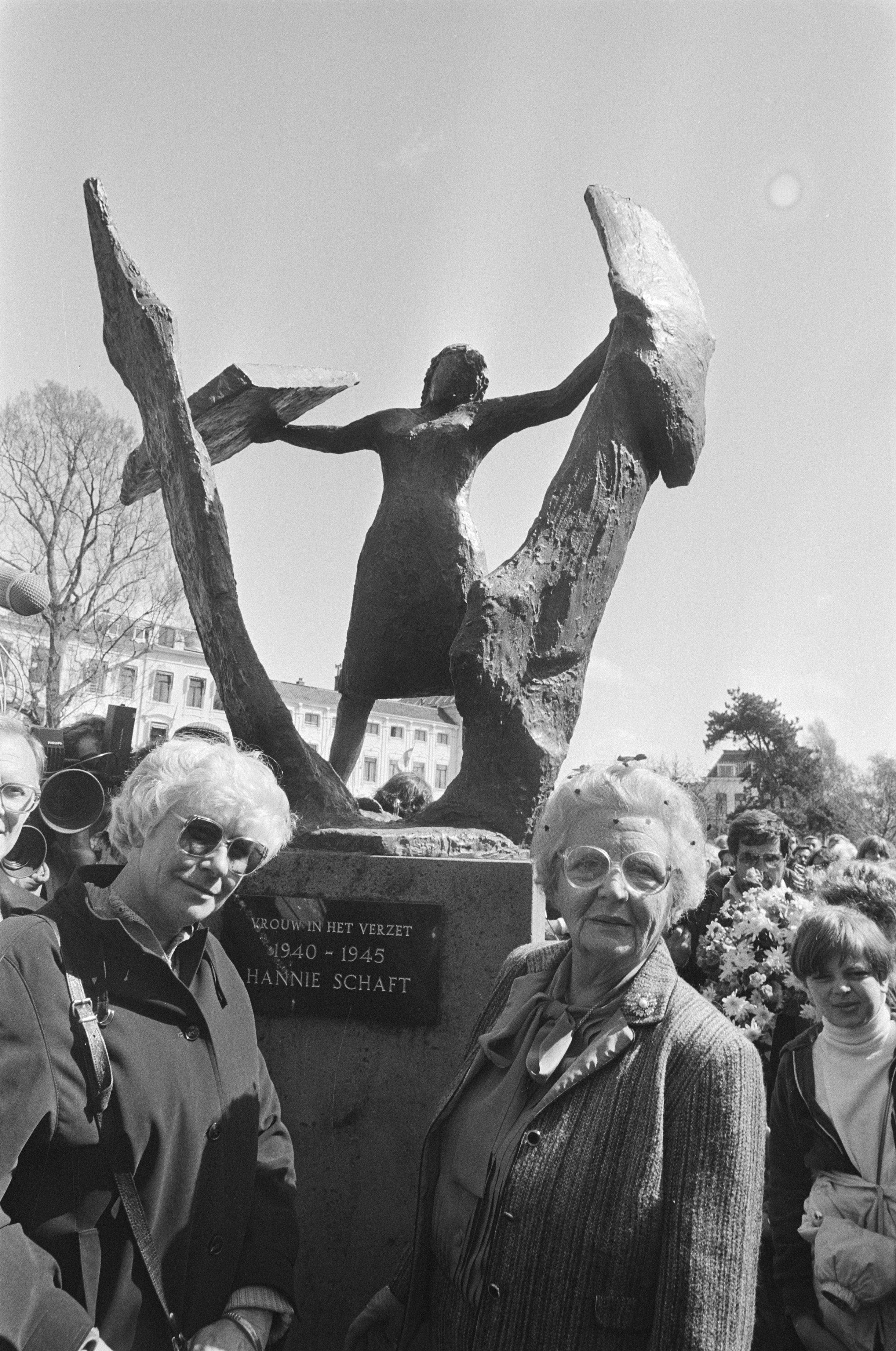
Принцеса Юліана на відкритті (1982)
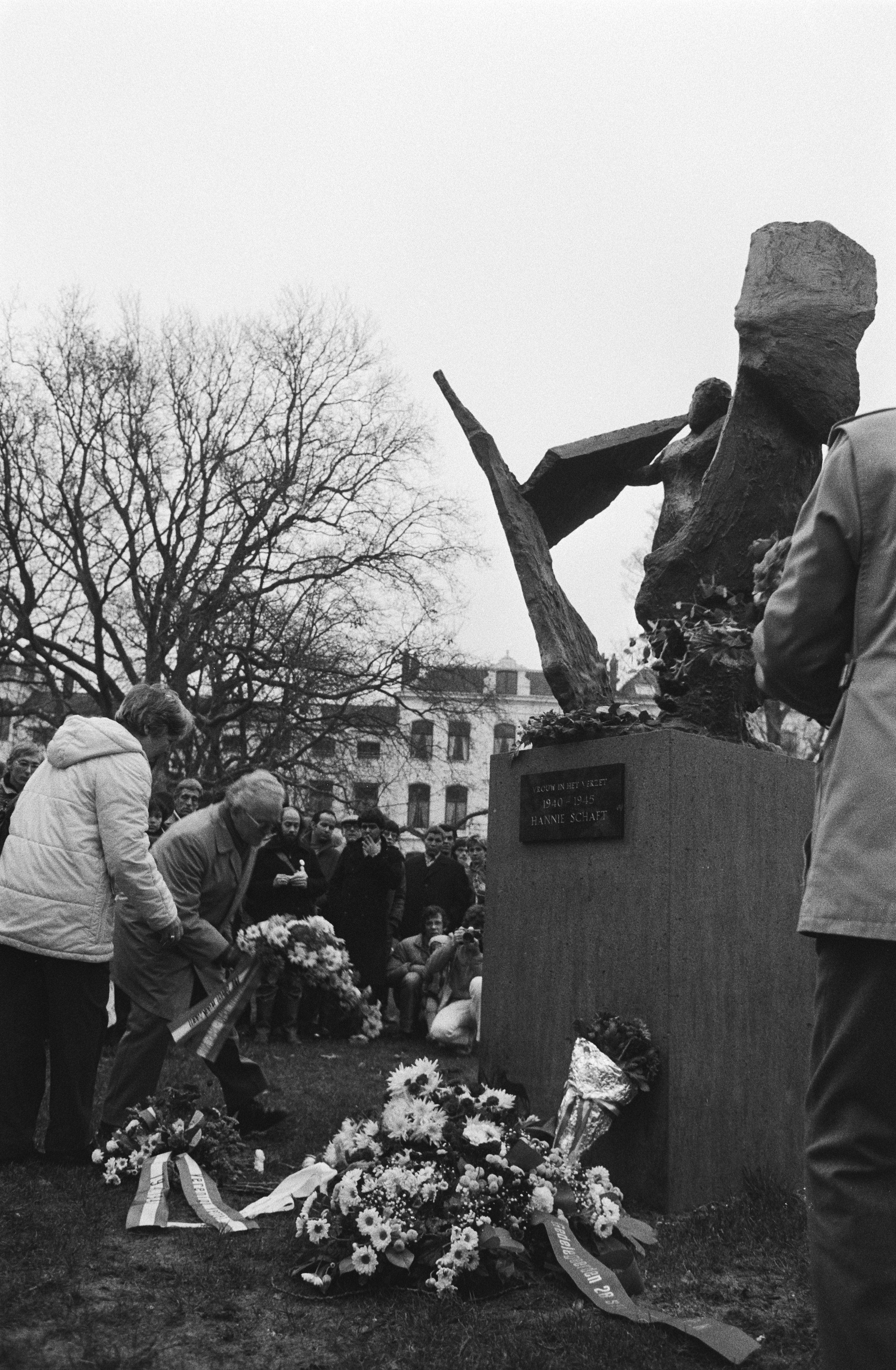
Покладання вінків (листопад 1982)
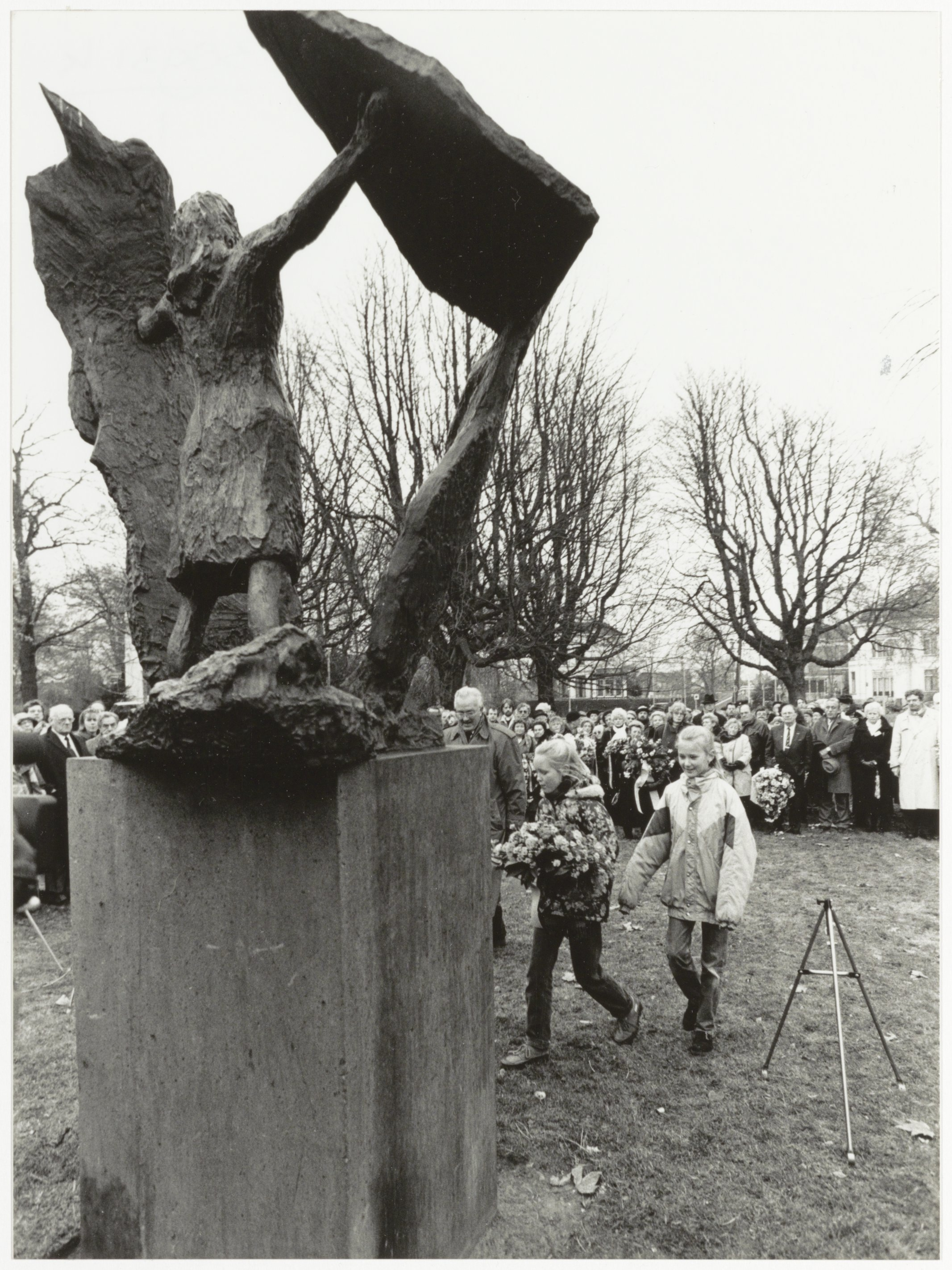
КШколярі покладають квіти (1993)
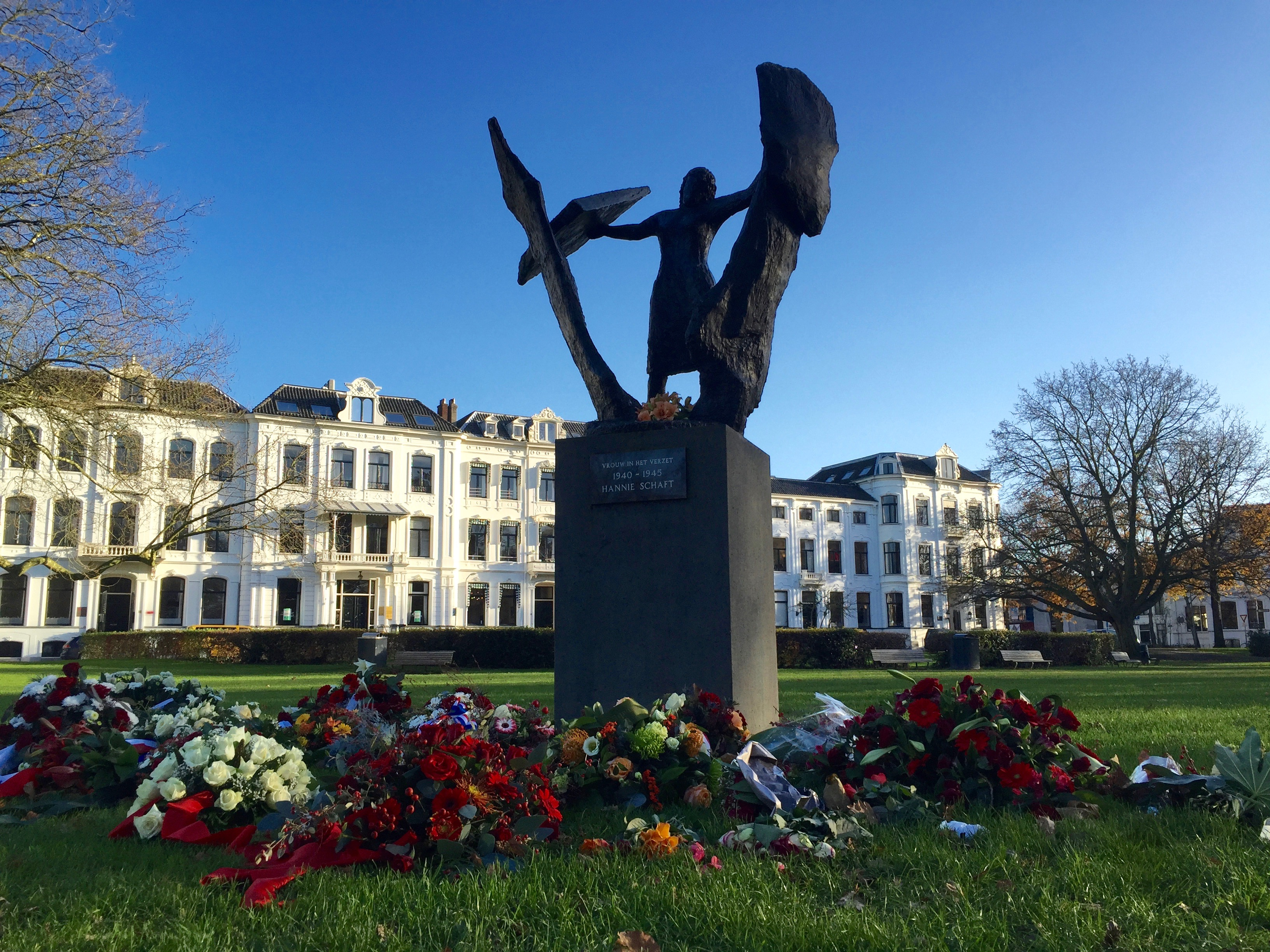
Загальний вид (2015)

## Виноски
1. 1 2 3  Statues Hither & Thither
2. 1 2  Haarlems Beeld
3. 1 2  Dutch War Memorial Database
4. ↑  Oorlogsmonumenten.nl: Haarlem, 'Vrouw in het Verzet'
5. ↑  Boer, Gerard de (13 листопада 2015). De verboden Hannie Schaft-herdenking. Regering-Drees zette het leger in tegen ex-verzetsstrijders. Gerard de Boer (нід.). Процитовано 2 лютого 2025.
6. ↑  KUNST Haarlem wijst kooi-constructie af. De waarheid. 22 січня 1980. Процитовано 2 лютого 2025.
7. ↑  Open brief van beeldhouwer Nel van Lith „Geef opdracht Hannie Schaftmonument aan Truus Menger”. De waarheid. 28 січня 1981. Процитовано 2 лютого 2025.
8. ↑  Haarlem - Vrouw in het verzet (Hannie Schaft). www.vanderkrogt.net. Процитовано 2 лютого 2025.
9. ↑  Monument onthuld van verzetsvrouw Hannie Schaft. Leeuwarder courant : hoofdblad van Friesland. 4 травня 1982. Процитовано 2 лютого 2025.
10. ↑  Juliana onthult monument voor Hannie Schaft. De waarheid. 6 травня 1982. Процитовано 2 лютого 2025.